# Os Deuses Devem Estar Loucos
Os Deuses Devem Estar Loucos (em inglês:  The Gods Must Be Crazy) é um filme de comédia sul-africano-botsuano de 1980 escrito, produzido, editado e dirigido pelo cineasta Jamie Uys. Ambientado na África do Sul, o filme é estrelado pelo fazendeiro sã da Namíbia Nǃxau como Xi, um caçador-coletor do deserto do Kalahari cuja tribo descobre uma garrafa de vidro de Coca-Cola que caiu de um avião e acredita ser um presente de seus deuses; quando Xi decide devolver a garrafa aos deuses, sua jornada se entrelaça com a de um biólogo — interpretado por Marius Weyers —, uma recém-contratada professora de escola de aldeia — Sandra Prinsloo — e um bando de terroristas guerrilheiros.
Lançada na África do Sul em 10 de setembro de 1980 pela empresa Ster-Kinekor, a comédia quebrou vários recordes de bilheteria no país, tornando-se o filme sul-africano de maior sucesso financeiro já produzido na época. O filme se tornou um sucesso comercial e de crítica também em outros países, inclusive nos Estados Unidos, onde foi lançado em 1984 pela 20th Century Fox, que também distribuiu o longa mundialmente. Apesar do sucesso, o filme foi alvo de críticas por sua representação racial e pela aparente ignorância em relação à discriminação e ao apartheid ocorridos na África do Sul.
O filme originou uma sequência lançada em 1989 chamada Os Deuses Devem Estar Loucos II.

## Enredo
Xi e sua tribo San vivem felizes no Deserto do Kalahari, longe da civilização industrial. Um dia, uma garrafa de vidro de Coca-Cola, jogada de um avião, cai no chão macio da savana sem se quebrar. O povo de Xi acredita que a garrafa é um presente dos deuses, assim como as plantas e os animais que consomem, e encontra inúmeros usos para ela, como amaciar peles de animais, carregar água, moer raízes etc. No entanto, como existe apenas uma garrafa, os membros da tribo passam a disputá-la constantemente, causando conflitos na aldeia que antes era pacífica. Como resultado, Xi decide fazer uma peregrinação até o “fim da Terra” para se livrar do objeto.
Enquanto isso, o biólogo Andrew Steyn, que estuda a vida selvagem local em Botsuana, é incumbido pelo reverendo local de levar Kate Thompson — uma mulher que largou seu trabalho como jornalista em Joanesburgo — até uma aldeia onde irá trabalhar como professora em uma escola rural. Embora seja normalmente competente e eficiente, Andrew se torna desajeitado e atrapalhado na presença de mulheres. A tarefa de transportar Kate até a aldeia é dificultada pelo fato de ter que utilizar um velho jipe sem freios, o que obriga Andrew a sair do carro e colocar uma pedra na roda para calçá-lo ao parar em aclives e declives, assustando Kate. O carro para de funcionar ao atravessar um rio fundo, forçando-os a acampar a 30 milhas de seu destino.
Quando Andrew está trocando suas roupas sujas, um javali o ataca, e ele sai correndo pelos arbustos até esbarrar em Kate, que também está com pouca roupa. Como ela não vê um rinoceronte apagando a fogueira do acampamento naquela noite, acredita que Andrew fez isso de propósito para assustá-la e fazê-la buscar sua proteção. Na manhã seguinte, Kate fica presa em uma árvore espinhosa; ao tentar resgatá-la, Andrew também acaba preso, e ambos terminam quase seminus. Kate começa a suspeitar que as atitudes atrapalhadas de Andrew são, na verdade, tentativas de assedia-la. Como a chegada deles à aldeia já está bastante atrasada, um guia de safári egocêntrico chamado Jack Hind aparece para buscar Kate, levando-a pelo resto do caminho. O assistente e mecânico de Andrew, M'pudi, que já foi casado com sete mulheres, aconselha Andrew a se explicar para Kate enquato reboca o jipe.
Longe dali, no fictício país vizinho Biryani, um grupo de guerrilheiros fugitivos liderado por Sam Boga mata três ministros e fere outros dois em uma tentativa de assassinato contra o presidente, provocando uma perseguição militar intensa.
Durante sua jornada para se livrar da garrafa — chamada pelos San de "coisa maligna" —, Xi encontra um rebanho de cabras e atinge uma delas com uma flecha tranquilizante, planejando comê-la. O pastor do rebanho manda prendê-lo, e Xi é condenado a três meses de prisão. M'pudi, que já viveu com os San e fala sua língua, considera a sentença dura demais. Ele e Andrew conseguem fazer um acordo com as autoridades para que Xi cumpra a pena trabalhando como perito ecológico para os dois pelo tempo restante da condenação.
Enquanto isso, os guerrilheiros invadem a escola de Kate, fazendo dela e dos alunos reféns enquanto fogem para um país vizinho. Andrew, M'pudi e Xi, que estão trabalhando em campo, acabam cruzando o caminho dos terroristas e das crianças, e elaboram um plano. Xi, que é pequeno, se infiltra entre as crianças com um bilhete para Kate. Ele usa dardos tranquilizantes improvisados para imobilizar seis dos oito guerrilheiros, permitindo que Kate e os alunos tomem as armas dos invasores. Andrew e M'pudi capturam os dois guerrilheiros restantes. Hind chega e leva Kate e as crianças embora, recebendo todo o crédito pelo resgate, que foi planejado e executado por Andrew, M'pudi e Xi.
Mais tarde, com o término da pena de Xi, Andrew paga seu salário e o libera. Como não sabe o que fazer com o dinheiro, Xi o joga fora. Seguindo o conselho de M'pudi, Andrew visita Kate para explicar seu "interessante fenômeno psicológico" de ficar atrapalhado perto de mulheres, mas acaba derrubando repetidamente a mesa e os utensílios que Kate está organizando. Ela acha seus esforços cativantes e o beija.
Xi finalmente chega ao topo de um penhasco, onde uma espessa camada de nuvens cobre a paisagem abaixo. Convencido de que chegou ao fim da Terra, ele joga a garrafa do penhasco e retorna para sua tribo.

## Elenco
- N!xau como Xi
- Marius Weyers como Andrew Steyn
- Sandra Prinsloo como Kate Thompson
- Louw Verwey como Sam Boga
- Michael Thys como M'Pudi
- Nic de Jager como Jack Hind
- Ken Gampu como o presidente do Biryani
- Jamie Uys como o reverendo (não creditado)[11][12]

## Produção

### Desenvolvimento e seleção de elenco
Depois de fazer Animals Are Beautiful People, voltei ao Kalahari com frequência para visitar os bosquímanos. Quanto mais eu visitava, mais descobria uma coisa sobre eles: eles não têm senso de propriedade. Eles não entendem de propriedade. Se eu abaixasse meu casaco, um deles o vestiria. Eles compartilham tudo. Onde eles estão, não há nada que você possa possuir. Parece tão diferente do resto de nós, que nos matamos por um diamante, por causa de seu valor de escassez.

Diretor Jamie Uys sobre o povo San.
O cineasta Jamie Uys concebeu a premissa de Os Deuses Devem Estar Loucos enquanto fazia o documentário de 1974 Animals Are Beautiful People. Tal produção foi filmada parcialmente no deserto do Kalahari, onde Uys encontrou pela primeira vez o povo San e "se apaixonou por eles". O diretor escolheu uma garrafa de Coca-Cola como o objeto que despertaria curiosidade no povo San porque sentiu que o objeto era uma representação da "nossa sociedade de plástico" e porque "é uma coisa linda, se você nunca viu vidro antes".
Uys observou que modelou o personagem de Andrew Steyn a partir de si mesmo: "Eu costumava ser estranho assim mesmo, especialmente com mulheres. Acho que a maioria dos jovens derruba as coisas com sua primeira garota".
Depois de escrever o roteiro do filme, Uys supostamente passou três meses atravessando o deserto do Kalahari com um intérprete, procurando por uma pessoa San para desempenhar o papel de Xi no filme. Visitando áreas do deserto habitadas pelos San, Uys tirou fotos de indivíduos que ele sentiu que poderia escalar e, em seguida, "marcou a longitude e a latitude, para que pudéssemos encontrá-los novamente".
O diretor decidiu escalar o fazendeiro San da Namíbia, N!xau ǂToma, como Xi, e mais tarde lembrou que "no início [Nǃxau] não entendeu [o intuito da produção do filme], porque o seu povo não tinha uma palavra para [designar] 'trabalho'. Então o intérprete perguntou: 'Você gostaria de vir conosco por alguns dias?'" N!xau concordou e voou com Uys de avião para Vinduque, Namíbia, que serviu de base para a produção do filme. Uys afirmou que "o avião não o impressionou em nada. Ele acha que somos mágicos, então ele acredita que podemos fazer qualquer coisa. Nada o impressionou". Em seu quarto de hotel, N!xau concordou em usar o banheiro, mas preferiu dormir no chão em vez da cama do quarto.
No entanto, de acordo com o autor Josef Gugler, Uys "[ficcionalizou] a produção do filme. As histórias que ele contou aos críticos variaram". Ao contrário do que foi apresentado no filme, N!xau não levava um estilo de vida de caçador-coletor; ele cresceu como pastor em uma fazenda em Botsuana, antes de se mudar para a Namíbia para trabalhar como cozinheiro. No documentário de 1980 Nǃai, the Story of a ǃKung Woman, dirigido por John Marshall, são usadas imagens das filmagens de Os Deuses Devem Estar Loucos. O documentário mostra um povo San isolado vivendo em uma reserva estabelecida pelas autoridades sul-africanas em Tsumkwe, Namíbia. Os San retratados nessa produção não são mostrados como caçadores-coletores: eles dependem do governo para alimentação e outras ajudas, com alguns sofrendo de tuberculose.

### Filmagens
Os Deuses Devem Estar Loucos foi filmado em Tsumkwe, Namíbia, bem como em algumas locações da Botsuana.
De acordo com Uys, N!xau era levado de volta para sua casa no deserto do Kalahari a cada três ou quatro semanas para evitar que sofresse de choque cultural. Durante seu tempo em áreas urbanas, N!xau aprendeu a fumar e adquiriu afinidade por bebidas alcoólicas e saquê. Uys disse que pagou a N!xau US$ 300 por seus primeiros 10 dias de trabalho. Entretanto, o dinheiro teria sido levado pelo vento. N!xau foi então compensado recebendo 12 cabeças de gado. Em 1985, Uys disse que enviava a N!xau US$ 100 por mês desde as filmagens, que N!xau gastava em uma loja comercial a 100 km (60 milhas) de sua aldeia; o diretor também afirmou que uma conta de banco fiduciária em nome de N!xau havia sido aberta, a qual foram depositados US$ 20.000.
As cenas em que um rinoceronte apaga as fogueiras é uma sátira a uma lenda birmanesa sobre "rinocerontes comedores de fogo" que não é amplamente conhecida na África ou baseada em fatos verídicos.

## Lançamento e recepção

### Bilheteria
Os Deuses Devem Estar Loucos teve sua estreia nacional na África do Sul em 10 de setembro de 1980, sendo distribuído no país pela Ster-Kinekor Pictures. Nos primeiros quatro dias de seu lançamento, o filme quebrou recordes de bilheteria em várias cidades da África do Sul. Tornou-se o filme de maior bilheteria de 1982 no Japão, onde foi lançado sob o título "Bushman". O produtor executivo Boet Troskie vendeu os direitos de distribuição do filme para 45 países.
Para seu lançamento nos Estados Unidos, o diálogo original em africâner foi dublado para o inglês, enquanto o trabalho de narração foi fornecido para as linhas em !Kung e tswana. O filme inicialmente recebeu um lançamento limitado no país feito pela Jensen Farley Pictures em 1982 e teve um desempenho ruim em pelo menos meia dúzia de cidades onde foi exibido. No entanto, o filme acabaria encontrando sucesso crítico e comercial quando foi relançado pela 20th Century Fox em 9 de julho de 1984, tornando-se o filme estrangeiro de maior bilheteria lançado nos Estados Unidos na época. O filme também ficou em cartaz no Music Hall Theatre em Beverly Hills, Califórnia, por pelo menos oito meses.
Em seus primeiros quatro anos de lançamento, Os Deuses Devem Estar Loucos arrecadou US$ 90 milhões de bilheteria em todo o mundo. Estima-se que, até 2014, o filme já havia acumulado cerca de R 1,8 bilhão (equivalente à cerca de US$ 200 milhões) em todo o mundo, com US$ 60 milhões oriundos dos Estados Unidos.

### Recepção crítica
O crítico de cinema norte-americano Roger Ebert, em resenha para o jornal Chicago Sun-Times, deu ao filme três estrelas de quatro, concluindo que "pode ser fácil fazer uma farsa sobre acontecimentos malucos no deserto, mas é muito mais difícil criar uma interação engraçada entre a natureza e o ser humano. Este filme é um pequeno tesouro agradável". A revista Variety afirmou que as "principais virtudes do filme são seus visuais impressionantes em tela ampla de locais incomuns e o puro valor educacional de sua narração".
Em sua crítica do filme para o The New York Times, o crítico Vincent Canby escreveu que "assistindo a Os Deuses Devem Estar Loucos, de Jamie Uys, [...] alguém poderia suspeitar que não existissem coisas como apartheid, a Lei da Imoralidade ou mesmo a África do Sul". Embora ele tenha chamado o filme de "frequentemente, genuinamente e apoliticamente engraçado", ele observou que "também há algo perturbador no filme", pois "tendemos a sentir que qualquer obra sul-africana que não condene ativamente o apartheid tem o efeito secundário de tolerá-lo, mesmo que apenas por meio do silêncio".
No site agregador de críticas Rotten Tomatoes, Os Deuses Devem Estar Loucos tem uma taxa de aprovação de 86% com base em 28 avaliações, obtendo uma classificação média de 7,4/10. No Metacritic, o longa ganhou a pontuação 73/100 com base em seis avaliações, indicando "críticas geralmente favoráveis".

### Mídia doméstica
Em novembro de 1986, o filme foi lançado em VHS nos Estados Unidos pela CBS/Fox através do selo da Playhouse Video.
Em 2004, Os Deuses Devem Estar Loucos foi lançado em DVD pela Sony Pictures Entertainment, num lançamento duplo que incluiu sua sequência Os Deuses Devem Estar Loucos II, de 1989.

## Controvérsias
Os Deuses Devem Estar Loucos atraiu críticas por espalhar estereótipos raciais e ignorar a discriminação e o apartheid na África do Sul. Durante seu circuito nos cinemas dos Estados Unidos, o filme foi alvo de piquetes em várias salas de cinema do país, bem como de protestos da National Conference of Black Lawyers e outros grupos "antiapartheid" quando foi exibido no Street Playhouse, na cidade de Nova York.

### Acusações de clientelismo
Tanto o crítico do New York Times Vincent Canby quanto o autor Josef Gugler chamaram o filme de "condescendente" com o povo San. Canby escreveu que os San no filme "são vistos como assustadoramente pitorescos, se não totalmente fofos", e comparou a declaração do narrador do filme de que os San "devem ser as pessoas mais felizes do mundo" com "exatamente o tipo de coisa que Mussolini poderia ter dito quando conseguiu fazer os trens funcionarem na hora certa". Gugler considerou tanto o narrador do filme quanto o personagem de Mpudi condescendentes, escrevendo que "mesmo que Mpudi sinta pena do povo San, ele é tão condescendente quanto o narrador: 'Eles são os pequenos insetos mais doces'". Em resposta às acusações de paternalismo, Uys declarou: "não acho que o filme seja paternalista. Quando o bosquímano está conosco na cidade, eu o paternalizo, porque ele é estúpido. Mas no deserto, ele me paternaliza, porque eu sou estúpido e ele é brilhante".

### Críticas relacionadas ao apartheid
Em 1985, a antropóloga cultural Toby Alice Volkman escreveu que o dinheiro era "uma preocupação urgente" para os San quando Os Deuses Devem Estar Loucos foi filmado, com muitos deles dependentes de ajuda governamental e comida comprada; ela observou que muitos San se alistaram no exército sul-africano devido aos altos salários que pagava. Ela escreveu: "Como o mito da inocência e da felicidade dos bosquímanos está por trás da popularidade de Os Deuses Devem Estar Loucos, não é surpresa que o Sr. Uys queira que acreditemos nele. No entanto, há pouco para rir em Bushmanland: 1.000 forrageadores desmoralizados e anteriormente independentes se aglomeram em uma pátria sórdida e tuberculosa, sobrevivendo com esmolas de fubá e açúcar, bebendo Johnnie Walker ou cerveja caseira, lutando entre si e se juntando ao exército sul-africano".
No ano seguinte, o antropólogo canadense Richard Borshay Lee chamou o filme de "uma peça divertida, mas mal disfarçada, de propaganda sul-africana, na qual um elemento peculiar da mitologia branca sul-africana recebe atenção proeminente". Lee escreveu que "a noção de que alguns San na década de 1980 permanecem intocados pela 'civilização' é uma piada cruel. Os San foram objeto de um século de rápidas mudanças sociais e, especialmente nos últimos vinte anos, foram forçados a suportar todos os 'benefícios' das políticas do apartheid da África do Sul na Namíbia".
Gugler escreveu que os guerrilheiros no filme são retratados como "maus africanos [...] perigosos e destrutivos, tudo bem, mas também são indolentes e ineptos. No final, até Kate Thompson consegue desarmar um deles. Seu líder, Sam Boga, articula o que o filme nos mostra sobre os guerrilheiros africanos: 'Por que tenho que trabalhar com amadores?' Ele, por sua vez, serve para confirmar o credo do apartheid de que os africanos ficariam felizes com a dispensação branca se não fosse pelos estrangeiros fomentando o descontentamento e causando problemas". Gugler prossegue afirmando que Uys "[perpetua] os mitos do apartheid: um mundo ordenado com os brancos no topo, onde os africanos estão contentes, mas pela interferência de forasteiros".
Quando questionado sobre seus pensamentos sobre o apartheid, Uys comentou: "Acho que é uma bagunça. Fizemos algumas coisas bobas e perversas das quais temos vergonha. Estamos tentando desmantelá-lo, mas é uma coisa muito complicada. Se você for muito devagar, é ruim, e se for muito rápido, vai arruinar a economia e todos vão morrer de fome. Espero não ser racista, mas todo mundo gosta de se considerar não racista, e não acho que nenhum de nós possa jurar que não é racista. Se isso significa que você odeia o homem de cor, eu não sou racista. Se isso significa que você escolhe se casar com uma garota da sua própria cor, isso também é racista? Se os dois estão apaixonados, não importa. Mas eu escolhi uma garota branca como minha esposa".

## Legado
O vídeo da música "Take Me to Your Leader" da banda de rock americana Incubus é uma homenagem ao filme.

### Sequência e "série de filmes"
O longa ganhou uma sequência em 1989 intitulada Os Deuses Devem Estar Loucos II, que foi produzida como uma coprodução internacional entre África do Sul, Botswana e Estados Unidos, sendo distribuída pela Columbia Pictures em território americano, e pela 20th Century Fox no resto do mundo. Assim como o primeiro filme, foi escrito e dirigido por Uys, e novamente estrelado por N!xau.
Uma sequência não oficial chamada Crazy Safari (também intitulada The Gods Must Be Crazy III), foi lançada em Hong Kong em 1991, também estrelada por N!xau. Outras sequências não oficiais incluem Crazy Hong Kong (The Gods Must Be Crazy IV, de 1993) e The Gods Must Be Funny in China (The Gods Must Be Crazy V, de 1994). Outro filme não relacionado, Jewel of the Gods, foi comercializado em alguns países como uma sequência de The Gods Must Be Crazy.